# Freon

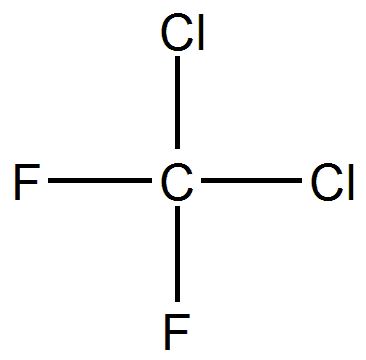
Strukturformel för CFC 12

Freon är ursprungligen kemiföretaget DuPonts handelsnamn på köldmedium bestående av olika halogenerade kolväten. Ordet är härlett från engelskans freeze. Utgångspunkten för dessa föreningar är enkla kolväten där någon eller några av väteatomer har ersatts med klor- och/eller fluoratomer. Freonerna var revolutionerande för sin tid och ansågs harmlösa tills deras nedbrytande effekt på ozonskiktet upptäcktes. Beteckningen ”CFC” får det halogenerade kolvätemolekylen om den är fullständigt halogenerad, vilket innebär att molekylen endast består av kol och halogener. CFC-beteckningen följs av en sifferkod och de två mest använda freonerna är CFC 11 och CFC 12.

## Användning och utsläpp av freon
Freon är stabilt och förångas lätt. Det har använts som lösningsmedel och drivgas i sprayburkar och köldmedium i kyl- och frysanläggningar. Användningsområden för freon inkluderar  även blåsmedel vid tillverkning av isolermaterial, då de två vanligaste materialen med CFC är polyuretan (PUR) och extruderad polystyren (XPS). Dessa finns i bland annat väggar, fjärrvärmerör, markskivor och varmvattenberedare och bidrar till de största utsläppen av freon. Detta är både på grund av passivt läckage och felaktig hantering av rivningsmaterial, men även freon i köldmedium bidrar till utsläpp. 
Användningen av CFC-föreningar är på grund av sina miljöeffekter kraftigt begränsad. Idag regleras användningen av FN:s Montrealprotokoll, Klimatkonventionen (UNFCCC), EU:s (1999/13/EG) lösningsmedelsdirektiv samt Förordning om ozonnedbrytande ämnen (EG 1005/2009).

## Miljöeffekter

### Påverkan på ozonskiktet

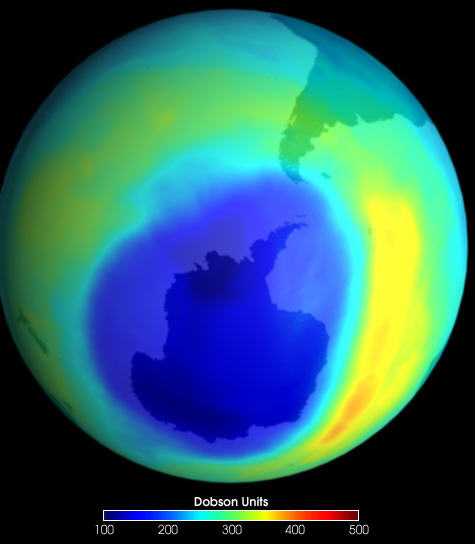
Ozonhål över Antarktis, 6 september 2000. Det största ozonhål som någonsin bevittnats.

Redan 1974 föreslog de två amerikanska kemisterna F.S. Rowland och M.J. Molina att det kunde finnas problematik med freonerna. På grund av deras kemiska stabilitet kunde de förväntas spridas upp till stratosfären intakta. I stratosfären sönderdelas de av den ultravioletta strålningen (hv). Det bildas då bland annat kloratomer som reagerar med ozonmolekyler. Dessa reaktioner sker enligt,
{\displaystyle {\ce {CF2Cl2 + hv -> CF2Cl + Cl}}}
{\displaystyle {\ce {Cl + O3 -> ClO + O2}}}
{\displaystyle {\ce {ClO + O3 -> Cl + 2O2}}}osv
En kloratom kan förstöra upp till 100 000 ozonmolekyler till följd av ovanstående reaktioner, innan den tas bort genom att bindas i en annan reaktion. Detta kan ske eftersom klor fungerar som katalysator i ovanstående reaktionsmekanism. Den förbrukas alltså inte utan kan fortsätta delta i fler reaktioner.
Alltså minskar ozonmängden i stratosfären till följd av utsläpp av freoner. Detta innebär en förtunning av ozonskiktet, speciellt över Sydpolen. Denna förtunning kallas för ozonhålet. Ozonhålet resulterar i en ökning av intensiteten för det ultravioletta ljus som når marken, vilket skulle kunna medföra förödande skador på organismer. UV-ljuset med våglängd kortare än 280 nm skulle kunna förstöra viktiga ämnen i kroppen, till exempel som DNA, men även UV-ljus med längre våglängd skulle kunna orsaka bland annat ökade fall av hudcancer. 

### Påverkan på global uppvärmning
Under användning av freoner riskerar de att släppas ut i atmosfären. Freoner är växthusgaser och utsläpp av dessa bidrar därmed till ökad global uppvärmning. Freoner är helt nya till atmosfären och fanns inte där innan de började framställas industriellt. Eftersom freoner är så stabila molekyler så är de långlivade i atmosfären. De flesta blir kvar i hundratals år, men för ett fåtal kan livslängden räknas i tusentals år. Denna egenskap innebär att freonerna kommer hinna sprida sig över hela jordklotet innan de försvinner. Oavsett var freonerna släpps ut kommer alltså inverkan på växthuseffekten och klimatet vara samma överallt. Freon har jämfört med samma massa koldioxid tusentals gånger större effekt på växthuseffekten.
Tack vare förbudet mot freonanvändning har dess inverkan på global uppvärmning minskat, men de ämnen som i vissa sammanhang ersatt freon är ofta också växthusgaser. Den närbesläktade gruppen fluorkolväten (HFC) är ett exempel på en sådan gas, som i allt högre utsträckning kan hittas i atmosfären. HFC påverkar inte ozonskiktet men ökar den globala uppvärmningen.

## Källhänvisningar
1. 1 2 3  Nationalencyklopedin, freoner. http://www.ne.se/uppslagsverk/encyklopedi/lång/freoner(hämtad 2019-03-27)
2. ↑  Ellervik, U., Olov, S. (2004). Organisk kemi. sid. 158
3. ↑  ”Utsläpp i siffror - Klorfluorföreningar (CFC)”. Naturvårdsverket. Uppdaterad 5 december 2017. Arkiverad från originalet den 28 mars 2019. https://web.archive.org/web/20190328095802/https://utslappisiffror.naturvardsverket.se/Amnen/Andra-gaser/Klorfluorforeningar/. Läst 28 mars 2019.
4. 1 2  Andersson, S., Sonesson, A., & Vannerberg, N. (1999). Kemin i samhället. sid. 230-231. Läst 14 mars 2019
5. ↑  Chang, R., Goldsby, K. A. (2013). Chemistry (Eleventh edition). sid. 909-910
6. ↑  ”Andra växthusgaser”. Naturvårdsverket. Uppdaterad 15 oktober 2018. https://www.naturvardsverket.se/Sa-mar-miljon/Klimat-och-luft/Klimat/Darfor-blir-det-varmare/Andra-vaxthusgaser/. Läst 30 mars 2019.